# Vampire Survivors
『Vampire Survivors』（ヴァンパイア・サヴァイヴァーズ）は、poncleによって開発および発売されたゲームソフト。

## 概要
itch.ioにて2021年10月末に公開され、その後2021年12月17日にPC（Steam）にて早期アクセスでリリースされた。2022年以降ストリーミングによる拡散を受けた。2022年10月21日に正式リリースされた。
正式リリース版リリースから2週間後には家庭用ゲーム機版を発売すると発表し、2022年11月10日にXbox One、Xbox Series X/S版がXbox Game Passに対応しリリースされ、同日にPC（Microsoft Store）にも発売された。2022年12月9日にはスマートフォン（iOS/Android）版も配信された。2023年8月17日にはNintendo Switch版、2024年8月29日にはPlayStation 5版、PlayStation 4版が発売された。
シンプルでわかりやすいゲームシステムや、繰り返し遊びたくなるリプレイ性、価格設定の安さから、Steamでは98%以上のユーザーがおすすめとし「圧倒的に好評」の評価を得た。『Vampire Survivors』は『MagicSurvival』（後述）というゲームの影響を受けているが、本作自体が大ヒットしたことでひとつのジャンルとして確立され、本作に類似したシステムを持つフォロワー作品も生み出された。
『Vampire Survivors』というタイトルに反して、ゲームには吸血鬼が登場せず、ステージクリアした際も死神に倒されて終了するため生き延びることができないが、これらのことは開発元のponcleも認識しており、SNSでのネタにすることがある。また、ゲーム内に登場するキャラクターや装備などは、悪魔城ドラキュラシリーズ（コナミデジタルエンタテインメント）の影響を受けているものもある。

## ルール
プレイヤーは、いくつかのプレイアブルキャラクターの中から1体と、挑戦するステージを選択しゲームを開始する。プレイヤーの目標は周囲から迫ってくるモンスターを倒しながら、30分間生き残ることである。プレイアブルキャラクターの操作は移動のみで、攻撃は所持する武器に応じて自動的に行われる。
ステージは見下ろし型で、常にプレイヤーを中心として表示される。一部のステージには上下ないし左右に壁が設置されているが、基本的にはプレイヤーは行き止まることなくどこまでも移動できる。
モンスターを倒しつつステージを探索することで、レベルアップに使用するEXPジェムや、体力を回復させるトリ肉などの役立つドロップアイテムを集められる。EXPジェムを集めると経験値が上がり、一定の経験値に達するとレベルが上がる。レベルが上がるたびに、ランダムで3つないし4つ提示される装備（武器・アイテム）の中から1つ選択し、新規入手する。すでにその装備を所持している場合は、装備が1段階レベルアップする。プレイヤーは同時に6つの武器と、6つのアイテムを持つことができる。
強力なモンスターを倒すと、チェスト（宝箱）をドロップする。チェストを開くことによっても、1つ（まれに3つ、または5つ）の武器またはアイテムをランダムでレベルアップすることができる。レベルアップした武器は、チェストが開かれたときの条件次第で、さらなる強力な武器へと進化、または統合する。
モンスターに接触するとプレイヤーの体力が減り、体力がすべて無くなるとゲームオーバーになる。ゲームオーバーになると装備はすべてリセットされる。ただし、ゲーム中に獲得したコインは引き継がれ、プレイアブルキャラクターの開放やパワーアップに使用できる。
ステージには30分の制限時間がある。時間が経過するごとに、襲来するモンスターはより強力になり数も増える。制限時間を経過するとゲームとしてはクリア判定になり、ステージからすべての敵が消される。同時に、 Red Deathという名前の最後の敵が出現する。Red Deathは非常に強力で倒すのが難しいだけでなく、プレイヤーを確実に倒すために、1分ごとに1体ずつ追加される。Red Deathを倒した場合、絶対に倒せない無敵のWhite Deathが出現する。
ゲームにはアチーブメントと呼ばれる目標が多数設定されており、アチーブメントを達成することでゲーム中に登場する武器やアイテム、プレイアブルキャラクター、ステージなどを増やすことができる。獲得したプレイアブルキャラクターを使用可能にするためにはコインを支払う必要がある。また、タイトル画面の「パワーアップ」の項目にてコインを消費することで、恒久的にプレイアブルキャラクターを強化した状態でのプレイもできる。
早期アクセスのリリース以降、新しいキャラクター、武器、ステージ、ゲームシステムなどがアップデートとして順次盛り込まれている。追加されたシステムとして、レベルアップ時の装備の提示内容に干渉する「リロール」「スキップ」「バニッシュ」や、ゲーム内の時間の進み方を倍速にして難度を上げる「ハリーモード」、ゲーム開始時および一定時間経過後にプレイヤーに強力な効果を付加する「アルカナ」などがある。

## プレイアブルキャラクター
多数のプレイアブルキャラクターが登場するため、一部のみ記載する。プレイアブルキャラクターの名前、そのプレイアブルキャラクターの初期武器の順番で記載する。プレイヤーは、このうち1体を選ぶ。プレイアブルキャラクターごとに初期状態で所持する武器が異なるほか、「敵への与ダメージが増えやすい」「EXPジェムを獲得した際の経験値が上がりやすい」などのキャラクター固有のボーナスがある。「アントニオ ベルペーゼ」のみ最初から使えるが、他のプレイアブルキャラクターは条件を満たした状態でコインを消費することにより使えるようになる。
- アントニオ ベルペーゼ - 鞭
- イメルダ ベルペーゼ - 魔法の杖
- バスカリーナ ベルペーゼ - 軌跡の魔弾
- ジェンナーロ ベルペーゼ - ナイフ
- アルカ ラドンナ - 炎の杖
- ポルタ ラドンナ - 雷の指輪
- ラマ ラドンナ - 斧
- ポー ラッチョ - ニンニク
- シスター クレーリチ - 聖水
- ドンマリオ - 王の聖書
- クロチ フリート - 十字架
- クリスティーネ ダヴェイン - 五芒星の魔法陣
- プニャーラ プローヴォラ - 拳銃「フィエラ」、拳銃「エイト」
- ジオヴァーナ グラナ - 獰猛な猫
- ポピア ペコリーナ - マナの歌
- コンチェッタ カショッタ - 黒色のドリル
- モルタッチオ - 骨
- ヤッタ カヴァロ - チェリーボム
- ビアンカ ランバ - トロッコ
- オ・ソーレ ミーオ - 祝福の花束
- サー アンブロジョー - 飛び交う家財道具
- ジ・アスンタ ベルペーゼ - 聖なる風
- クイーン シグマ - 勝利の剣

## 装備
装備には武器とアイテムがある。装備はレベルアップさせることができ、レベルアップすると装備の効果が強くなる。装備の最大レベルは装備によって異なる。特定の武器を最大レベルにし、各武器に対応したアイテムを所持した状態でチェスト（宝箱）を取ると、武器が進化することがある。
多数の装備が登場するため、一部のみ記載する。名称は、正式リリース版の日本語環境に準拠する。

### 武器
- 鞭：水平方向に鞭を振る。レベルアップすると鞭の攻撃力や攻撃範囲が増す。
  - 血染めの鞭：進化した鞭。クリティカルヒットすることがあり、通常の2倍のダメージを与える。さらに、敵を攻撃すると体力が回復する。
- 魔法の杖：一番近い敵に魔法の弾を飛ばす。レベルアップすると弾の攻撃力や弾数が増す。
  - 聖なる杖：進化した魔法の杖。高速の魔法の弾を途切れることなく飛ばす。
- ナイフ：プレイヤーが向いている方向にナイフを投げる。レベルアップするとナイフの攻撃力や個数、貫通する敵の数が増す。
  - 無限の刃：進化したナイフ。高速のナイフを途切れることなく投げる。
- 斧：上方に放物線を描くように高ダメージの斧を投げる。レベルアップすると斧の攻撃力や個数、貫通する敵の数が増す。
  - 魂狩りの鎌：進化した斧。高ダメージかつ敵を貫通する鎌をプレイヤーの全方位に投げる。
- 十字架：最も近い敵に十字架を投げる。投げた十字架はブーメランのように戻る軌道を描く。レベルアップすると十字架の攻撃力や個数、速度、範囲が増す。
  - ヘヴンソード：進化した十字架。当たった敵にクリティカルダメージを与える。
- 王の聖書：プレイヤーの周囲を聖書が旋回し攻撃する。レベルアップすると聖書の攻撃力や個数、旋回の速度と範囲、効果時間が増す。
  - 不浄の典礼：進化した王の聖書。聖書による攻撃の効果時間が大幅に増し、永続的に攻撃する。
- 聖水：プレイヤーの周囲に聖水を撒く。聖水の上を通った敵はダメージを受ける。レベルアップすると聖水の攻撃力や個数、範囲、効果時間が増す。
  - 生命の水：進化した聖水。撒いた聖水がプレイヤーに近づくようになり、攻撃範囲も拡大する。
- 軌跡の魔弾：敵を貫通しつつ壁や画面端で跳ね返る弾を撃つ。レベルアップすると弾の攻撃力や弾数、弾速、効果時間が増す。
  - 皆殺しの魔弾：進化した軌跡の魔弾。弾が跳ね返る際に爆発を起こし、より多くの敵を巻き込んで攻撃する。

### アイテム
- ほうれん草：レベルアップするたびに、プレイヤーが敵に与えるダメージが10%上昇する。
- 鎧：レベルアップするたびに、プレイヤーが敵から受けるダメージが1減少する。
- 命の器：レベルアップするたびに、プレイヤーの体力の最大値が10%上昇する。
- 白紙の学術書：レベルアップするたびに、武器のクールダウン（次の攻撃までの時間）が8%短縮される。
- ロウソク：レベルアップするたびに、武器の攻撃範囲が10%上昇する。
- 複写の輪：レベルアップするたびに、武器の弾数が増加する。
- 翼：レベルアップするたびに、プレイヤーの移動速度が10%上昇する。
- 王冠：レベルアップするたびに、プレイヤーがEXPジェムを集めた際の経験値取得量が8%上昇する。

## ステージ
プレイヤーは、下記の中からステージを選択できる。最初は「狂乱の森」しかないため、ステージ選択をせずに強制的にそのステージでのプレイとなるが、アチーブメントの達成により選択できるステージが増えたり、難度の高い「ハイパーモード」や「反転モード」に挑戦できたりする。「マグナ礼拝堂」までの5ステージが基本的なステージで、「地図に無い場所」以降のステージはボーナスステージないしチャレンジステージと称される特別なステージである。特別ステージには、制限時間が15分ないし20分に短縮されるものもある。また、下記に示したステージ以外にも、アチーブメントの達成状況に応じて一時的にプレイできるステージがある。
- 狂乱の森 - 制限時間30分
- 肖像の図書館 - 制限時間30分
- 酪農場 - 制限時間30分
- ガロの塔 - 制限時間30分
- マグナ礼拝堂 - 制限時間30分
- 地図に無い場所 - 制限時間15分 / ボーナスステージ
- ムーンゴロウ - 制限時間15分 / ボーナスステージ
- 緑の地 - 制限時間30分 / チャレンジステージ
- 遺骸地帯 - 制限時間30分 / チャレンジステージ
- ボスラッシュ - 制限時間15分 / チャレンジステージ
- ユーダイモニアM - 制限時間39分 / ???
- ホワイトアウト - 制限時間20分 / ボーナスステージ
- 農協 - 制限時間20分 / ボーナスステージ
- 宇宙54 - 制限時間20分 / ボーナスステージ
- カルロ・カート - 制限時間15分 / ボーナスステージ
- ラボラトリー - 制限時間20分 / チャレンジステージ
- アストラル階段 - 制限時間20分 / チャレンジステージ
- バットカントリー - 制限時間20分 / チャレンジステージ
- 小さな橋 - 制限時間20分 / チャレンジステージ
- 1665室 - 制限時間30分 / ???
- ムーンスペル山 - 制限時間30分 / スペシャルステージ(ダウンロードコンテンツ第1弾)
- フォスカリ湖 - 制限時間30分 / スペシャルステージ(ダウンロードコンテンツ第2弾)
- アビス・フォスカリ - 制限時間30分 / スペシャルステージ(ダウンロードコンテンツ第2弾)
- ポーラス・レプリカ - 制限時間30分 / スペシャルステージ(ダウンロードコンテンツ第3弾)
- ネオガルガ - 制限時間30分 / スペシャルステージ(ダウンロードコンテンツ第4弾)
- ヘクティック・ハイウェイ - 制限時間20分 / スペシャルステージ(ダウンロードコンテンツ第4弾)
- 悪魔城ドラキュラへの頌歌 - 制限時間30分 / キャッスルヴァニアニステージ(ダウンロードコンテンツ第5弾)
- エメラルドジオラマ - 制限時間30分 / スペシャルステージ(ダウンロードコンテンツ第6弾)

## ダウンロードコンテンツ
ダウンロードコンテンツはどの機種でも有料であるが、第6弾のEmerald Dioramaのみ無料で配信される。ダウンロードコンテンツを購入すると、選択できるステージや特定の条件を満たすことで使えるプレイアブルキャラクター、装備が増える。
- Legacy of the Moonspell - 2022年12月16日配信開始のダウンロードコンテンツ第1弾。雪山を舞台に鬼や妖怪が登場する和風ファンタジーをテーマとする[13]。
- Tides of the Foscari - 2023年4月14日配信開始のダウンロードコンテンツ第2弾。巨大な森林が広がる魔法の世界をテーマとする[14]。
- Emergency Meeting - 2023年12月18日配信開始のダウンロードコンテンツ第3弾。マルチプレイヤーゲーム『Among Us』とのコラボレーション。『Among Us』に登場する宇宙基地を舞台に同ゲームの要素が『Vampire Survivors』流にアレンジされて取り込まれている[15]。
- Operation Guns - 2024年5月9日配信開始のダウンロードコンテンツ第4弾。アクションシューティングゲーム『魂斗羅シリーズ』とのコラボレーション。シリーズの中から『魂斗羅 オペレーション ガルガ』、『魂斗羅 Dual Spirits』、『魂斗羅ザ・ハードコア』の要素が『Vampire Survivors』流にアレンジされて取り込まれている[16]。
- Ode to Castlevania - 2024年10月31日配信のダウンロードコンテンツ第5弾。アクションゲーム『悪魔城ドラキュラシリーズ』とのコラボレーション。一部を除くほぼ全ての作品[注釈 10]の要素が『Vampire Survivors』流にアレンジされて取り込まれ、20人以上のプレイアブルキャラクターが追加される[17]。
- Emerald Diorama - 2025年4月11日配信のダウンロードコンテンツ第6弾。ロールプレイングゲーム『サガ エメラルド ビヨンド』とのコラボレーション。同ゲームの要素が『Vampire Survivors』流にアレンジされて取り込まれ、16人のプレイアブルキャラクターが追加される[18]。

## 開発
個人開発者のルカ・ガランテは、 ウルティマオンラインサーバーの管理者としての過去の経験に基づいて、コミュニティを管理したかったために『VampireSurvivors』を作成したと説明した。このゲームは、キャラクターが自動的に敵を攻撃するモバイルゲームである『MagicSurvival』に触発され制作された。初期の早期アクセスバージョンの開発には約1年かかり、アセット、アート、音楽に日本円で約17万円を費やした。
ガランテは、かつてオンラインカジノ向けのソフトウェア開発をしており、ゲーム内のデザインやサウンドはカジノを連想させることを意図したという。
失業中の2020年12月にゲームの制作を始めたガランテは、2022年1月に新しい仕事に就いたものの、ゲームの成功がガランテの期待を上回ったため同年2月に仕事を辞め、ゲームの開発に完全に注力できた。予定されているコンテンツには、追加の武器、キャラクター、ステージが含まれており、「エンドレスモード」も検討されていた。ガランテは、2022年の年末までに『Vampire Survivors』を早期アクセスから製品版へと移行することを目標とした。
2022年3月24日、ガランテは『Vampire Survivors』の開発チームを拡大するために複数のフリーランスのスタッフを雇い、開発のペースが加速していると発表した。ガランテは予定されている新コンテンツの範囲をロードマップで概説するとともに、2022年夏に予定されている大きなマイルストーンとして、本作品を「業界標準」のゲームエンジンに移植し全体的なパフォーマンスを向上させると説明した。
2022年9月30日、開発元のponcleは正式リリース日を同年10月20日と発表した。早期アクセス版のセーブデータは正式リリース版でも利用できる。新エンジンへの移行は同年の年末になる見込みとした。
2022年10月21日、poncleは『Vampire Survivors』を正式リリースした。正式リリース版ではゲームバランスやユーザーインターフェースが調整され、新武器、新ステージ、前述の「エンドレスモード」を含む新システムも導入された。また、配信プラットフォームであるTwitchとの連動機能も追加された。本作品へのサポートは今後も続けられ、QoL面での改善や、新エンジンへの移植、新要素についても開発中としている。
PoncleはPC版、Xbox版の『Vampire Survivors』の大成功を受けてスマートフォン版のリリースを検討したが、「収益化について（過剰な課金などで）ユーザーを食い物にしない」というガランテの考えに賛同する企業が見つからなかった。さらに、モバイル向けストアに『Vampire Survivors』のデータなどをコピーした無許可のゲームが出回り始め、Poncleは早急にスマートフォン版をリリースせざるを得なくなった。
スマートフォン版の『Vampire Survivors』は2022年12月9日にリリースしたが、早急なリリースのため一部機能が省略された。今後は大量のバグ修正や省略した機能の実装を検討しているが、バックエンドエンジニアがいないため予想以上の時間がかかる恐れがあるとしている。スマートフォン版は基本プレイが無料となっており、広告を視聴してコインの獲得やキャラクターの復活を行うことができる。また、スマートフォン版でもダウンロードコンテンツが配信されている。
2023年7月18日、『Vampire Survivors』がどのようにして生まれたのかを紹介する動画「メイキング・オブ・ヴァンパイア・サバイバーズ - ドキュメンタリー」が公開された。
2023年8月17日のNintendo Switch版のリリースに合わせ、各機種版で「Co-opモード」という最大4人までのローカル協力モードが追加された。また、PC版においては全面的に新エンジンの採用に踏み切った 。

## 評価
本作はリリース直後には2桁のSteam同時接続者数を得るに留まっていたものの、2022年1月下旬、Steamで30,000人を超える同時プレイヤーに到達した。同時プレイヤー数は翌月も増え続け、2月20日には、77,061人の同時プレイヤー数でピークに達した。 
2022年1月にSNSやストリーミングによる評価の拡散が起こり、これにより人気が爆発した。  
ビデオゲームジャーナリズム「Kotaku」のイアン・ウォーカーと、同じく「Rock, Paper, Shotgun」のグラハム・スミスは、共にこのゲームの面白さをドーパミンに例えて賞賛した。「Polygon」のニコル・カーペンターは、「私が見た中で完全に同じプレイをしたストリーマーはいない」とゲームの奥深さを指摘した。